# وندی توی
وندی توی (انگلیسی: Wendy Toye; ۱ مهٔ ۱۹۱۷ – ۲۷ فوریهٔ ۲۰۱۰) کارگردان و بازیگر اهل بریتانیا بود.